# Eriastichus nugalis
Eriastichus nugalis (лат.) — вид мелких хальциноидных наездников из подсемейства Tetrastichinae (Eulophidae). Встречаются в Центральной Америке: Коста-Рика (Heredia, Cartago, Humo, El Copal, 9°47’N, 83°45’W, 1050—1250 м).

## Описание
Мелкие наездники-эвлофиды, длина 1,5 — 1,8 мм. От близких видов отличается следующими признаками: вентральный выступ скапуса равен 0,4 длины скапуса, антенны с дорсобазальными щетинками на F1 равны 0,5 × длины F1; брюшко с боковыми пучками светлых уплощенных щетинок на Gt6. Голова тёмно-коричневая, скапус желтовато-коричневый, педицель бледно-коричневый, жгутик тёмно-бурый. Мезоскутум и мезоскутеллум тёмно-коричневые, дорселлум бледно-коричневый. Ноги с передними и средними тазиками желтовато-коричневыми с коричневым в основании, задние тазики, остальные части ног желтовато-коричневые. Брюшко тёмно-коричневое. Тело покрыто многочисленными тонкими короткими волосками. Скуловая борозда изогнута; брюшко с раздутой плевральной мембраной между Gt1-4 и Gs1-4; у обоих полов пучок светлых и уплощенных щетинок сбоку на Gt6. Усики 12-члениковые (булава из 3 члеников). Биология неизвестна. Предположительно, как и другие близкие группы паразитируют на насекомых.

## Таксономия
Вид был впервые описан в 2021 году шведским гименоптерологом Christer Hansson по материалам из Коста-Рики.